# Christiaan Otto van Salm-Dhaun
Christiaan Otto van Salm-Dhaun (Hochstetten-Dhaun, 14 april 1680 - 24 april 1748) was graaf van het Wild- en Rijngraafschap Salm-Dhaun van 1742-1748. Als oom van zijn voorganger Johan Filips II volgde hij hem op na diens vroege dood op achttienjarige leeftijd. Hij was de zoon van graaf Johan Filips II van Salm-Dhaun en Anna Catharina van Nassau-Ottweiler.
Na zijn dood werd Christiaan Otto opgevolgd door Johan Frederik van Salm-Dhaun, de zoon van Walraad, een van zijn broers.